# Daniela Kloock
Daniela Kloock (* 1958 in Konstanz) ist eine deutsche Medienwissenschaftlerin.
Sie hat in Wien und Berlin Soziologie und Kulturwissenschaften studiert und an der TU Berlin promoviert. Es folgten medien-, film- und kulturwissenschaftliche Forschung und Lehrtätigkeit an der TU Berlin als wissenschaftliche Mitarbeiterin und Vertretungsprofessorin und am Filminstitut der UdK Berlin. Sie verwirklichte Film- und Medienprojekte, u. a. für den Berliner Senat für Schule und Jugend, und ist seit 2008  wissenschaftliche Mitarbeiterin an der Akademie der Künste, Sektion Film- und Medienkunst, und arbeitet zum Thema digitale Kinematografien und zur Zukunft des Kinos. Forschungsschwerpunkte sind Medien-, Bild- und Wahrnehmungstheorien.
Als freie Autorin schreibt sie u. a. für die Berliner Zeitung und für getitdan.

## Veröffentlichungen
- Von der Schrift- zur Bildschirmkultur - Analyse aktueller Medientheorien. Wissenschaftsverlag Volker Spiess. 241 S., Berlin 1996, ISBN 3-89776-001-0, 2. Aufl. (2003)
- Medientheorien – eine Einführung. zs. mit A. Spahr, Fink-UTB. 291 S., Taschenbuch, München 1997, ISBN 978-3-8252-1986-4, 4. Aufl. (2012)
- Zukunft Kino - the End of the Reel World. Schüren. Marburg 2008, 351 S., Sammelband. ISBN 978-3-89472-483-2